# Tatiana Makárova
Tatiana Makárova (en ruso: Татьяна Петровна Макарова; Moscú, 25 de septiembre de 1920-Ostrolęka, 25 de agosto de 1944) fue una piloto soviética del 46 ° Regimiento de Aviación de Taman Guards Night Bomber. Recibió póstumamente el título de Héroe de la Unión Soviética después de que el avión que ella y Vera Bélik estaban volando fue derribado por las fuerzas del Eje sobre la Polonia ocupada por los nazis.

## Vida civil
Makárova soñó con la aviación a lo largo de su infancia a pesar de que su carrera fue desalentada por su padre, un veterano herido de la Primera Guerra Mundial que trabajaba como cartero.
Después de graduarse de la escuela secundaria, trabajó en una fábrica de dulces antes de obtener su licencia de piloto civil a la edad de 19 años. Ella entrenó cadetes en la escuela de vuelo local antes de unirse al ejército en 1941 para luchar en la Segunda Guerra Mundial. Se convirtió en miembro del Partido Comunista de la Unión Soviética en 1942.

## Carrera militar
Makárova se alistó en el Ejército Rojo en 1941 y se graduó de la Escuela Militar de Aviación de Engels. Ese mismo año fue enviada al Frente Oriental, pero no ejecutó su primera salida hasta el año siguiente.
El 27 de septiembre de 1942, ella y su tripulación de vuelo fueron galardonados con la Orden de la Bandera Roja después de que logró aterrizar su avión después de que fue blanco de una andanada de guerra antiaérea y reflectores; después de perder el control temporalmente, logró distraer a las fuerzas alemanas al liberar otra bomba, lo que le dio tiempo suficiente para abandonar el área y aterrizar.  Participó en campañas de bombardeos contra las fuerzas alemanas en el Cáucaso Norte, Crimea, Kuban, la península de Taman, Bielorrusia y Prusia Oriental.
Sus colegas la respetaban como aviadora y nunca regresaba a la base antes de completar una misión de combate. Para mejorar la precisión del ataque, Makárova solía volar a 100-150 metros antes de soltar la bomba; a menudo tenía que hacer de ocho a nueve incursiones en una noche, pero no parecía verse afectada por la fatiga. Por su mérito militar, en 1944 fue galardonada con la Orden de la Primera Guerra Mundial de la Guerra Patriótica y otra Orden de la Bandera Roja.
En una misión en Ostroleka con Vera Belik como navegante el 25 de agosto de 1944, la tripulación de vuelo logró lanzar una bomba sobre el objetivo después de que el enemigo viera su avión, habiendo activado reflectores y municiones antiaéreas. Un luchador siguió a su avión cuando regresaban a la base aérea y derribó su avión. Debido a la pesada carga que el avión tenía que transportar para los bombardeos nocturnos, ni Makárova ni Belik tenían un paracaídas y los dos perecieron en el avión en llamas.
En su carrera realizó 628 redadas nocturnas, lanzó 96 toneladas de bombas y 300 000 volantes sobre el territorio enemigo, destruyendo dos transbordadores, dos cañones antiaéreos, un reflector, dos depósitos de municiones y matando a más de dos pelotones de soldados enemigos.

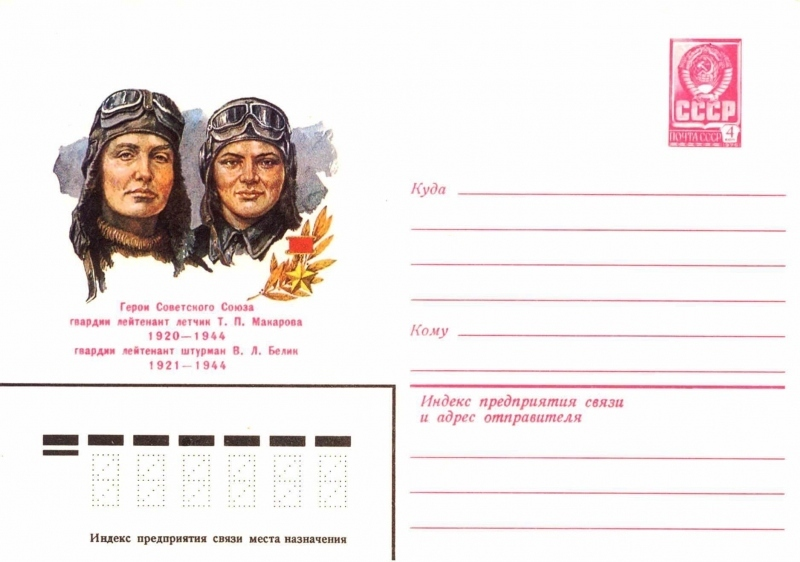
Sobre soviético con Makárova y Belik

Makárova recibió póstumamente el título de Héroe de la Unión Soviética el 23 de febrero de 1945 "por el cumplimiento ejemplar de las misiones ordenadas y la demostración de coraje y heroísmo en las batallas contra los invasores fascistas alemanes".